# 氯化氨基汞
氯化氨基汞是一种无机化合物，俗稱白降汞，化学式为HgNH2Cl。它由折线型的链状聚合物(HgNH2)n和起着平衡电荷作用的氯离子构成。它可以由氨与氯化汞反应制得。此外氨还能将它转化成米隆碱（Millon's base），后者的化学式为[Hg2N]OH(H2O)x。与氯离子、溴离子、氢氧根例子形成的相关的氨基和次氨基化合物都是已知的。
以前人们利用汞的毒性将该物质用作防腐剂和消毒剂。

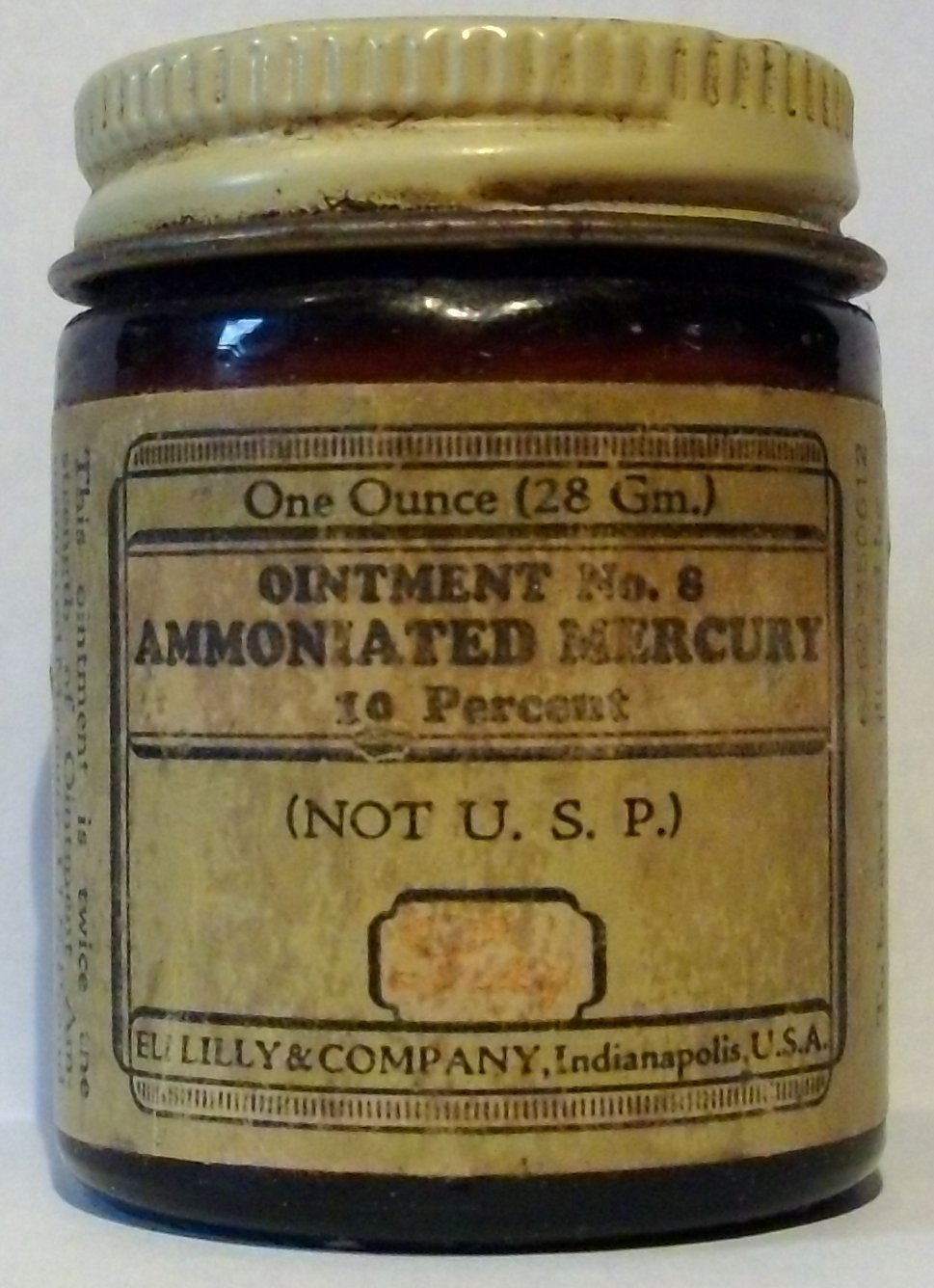
礼来公司—膏8号—10％的氨化的汞